# Prochowice
Prochowice (pol. hist. Parchwice, niem. Parchwitz) – miasto w woj. dolnośląskim, w powiecie legnickim, nad rzeką Kaczawą, siedziba gminy miejsko-wiejskiej Prochowice.
Według danych GUS z 1 stycznia 2023 r. miasto miało 3533 mieszkańców (673. miejsce w kraju).

## Nazwa

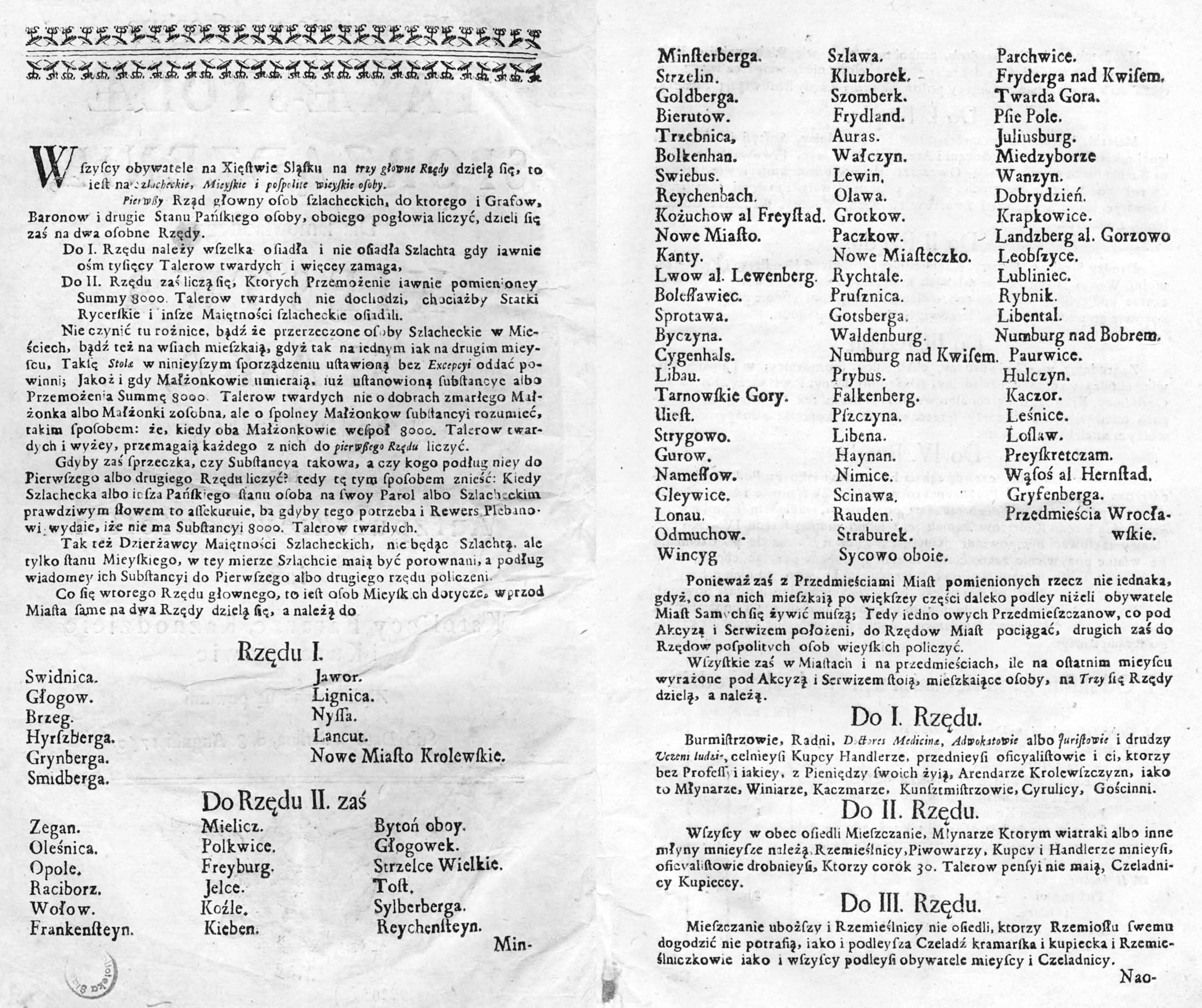
Parchwice wśród innych nazw śląskich miejscowości w urzędowym pruskim dokumencie z 1750 r. wydanym w języku polskim w Berlinie.

Metryka miejscowości sięga średniowiecza. W dokumencie z 1217 roku wydanym przez biskupa wrocławskiego Lorenza miejscowość wymieniona jest w zlatynizowanej, staropolskiej formie „Parchovici”. W roku 1613 śląski regionalista i historyk Mikołaj Henel z Prudnika wymienił miejscowość w swoim dziele o geografii Śląska pt. Silesiographia podając jej łacińską nazwę: Parchwicium. Szwajcarski kartograf i geograf Mateusz Merian w swoim dziele Topographia wydanym w 1650 r. podaje dwie zgermanizowane formy nazwy miejscowości: Prachwitz oraz Prachowitz.
Słownik geograficzny Królestwa Polskiego wymienia dwie nazwy miejscowości - Parchwice oraz zgermanizowaną Parchwitz W 1750 roku polska nazwa "Parchwice" wymieniona jest w języku polskim przez Fryderyka II pośród innych miast śląskich w zarządzeniu urzędowym wydanym dla mieszkańców Śląska.
Polską nazwę miejscowości w formie Partowice w książce Krótki rys jeografii Szląska dla nauki początkowej wydanej w Głogówku w 1847 wymienił śląski pisarz Józef Lompa.

## Geografia
Miasto leży na skrzyżowaniu dróg krajowych:
- 36: Prochowice - Lubin - Rawicz - Krotoszyn - Ostrów Wielkopolski
- 94: Zgorzelec - Bolesławiec - Krzywa - Chojnów - Legnica - Prochowice - Wrocław - Bytom - Kraków

## Historia

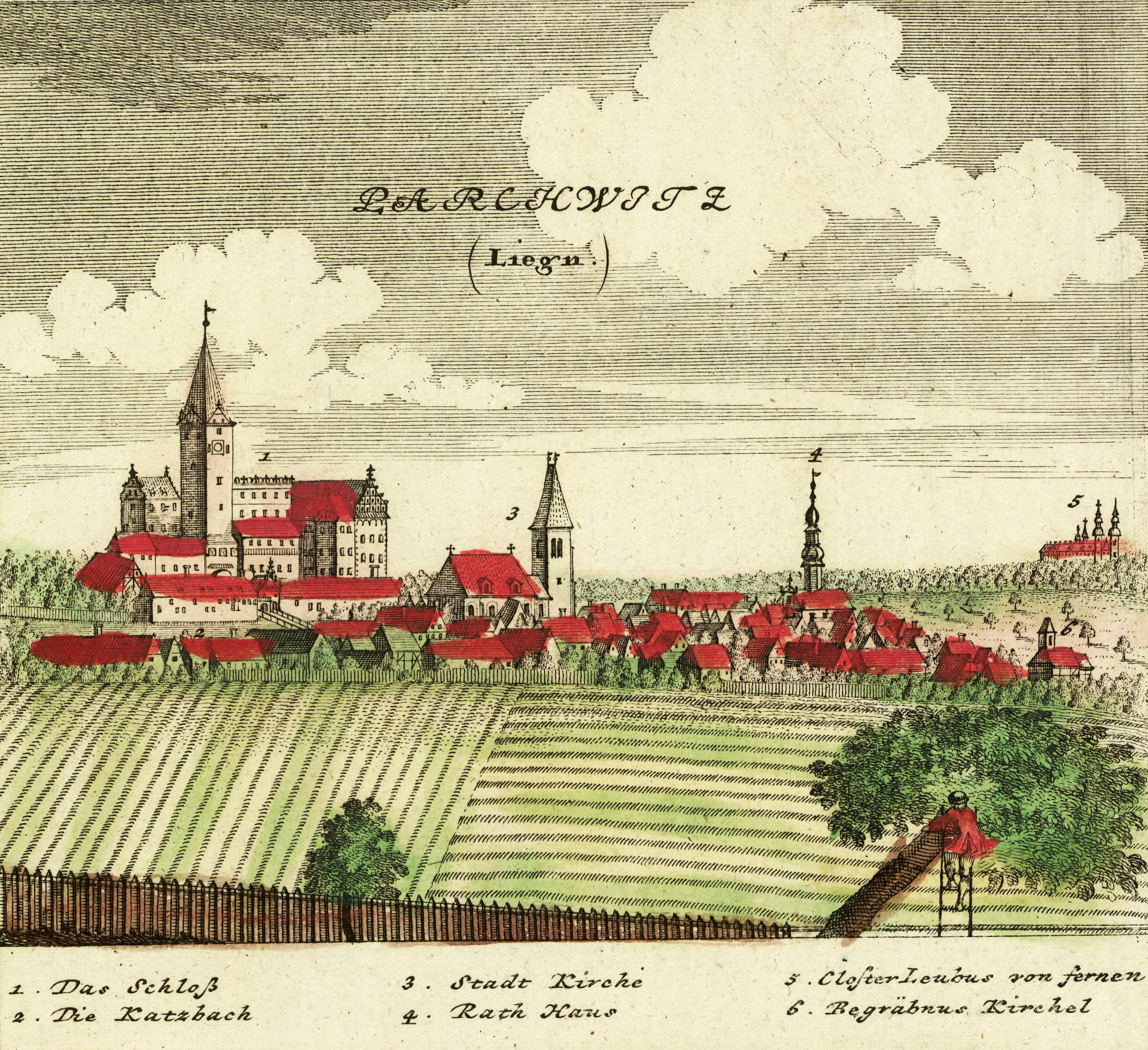
Panorama miasta na rycinie z 1738 roku według rysunku Friedricha Bernharda Wernera

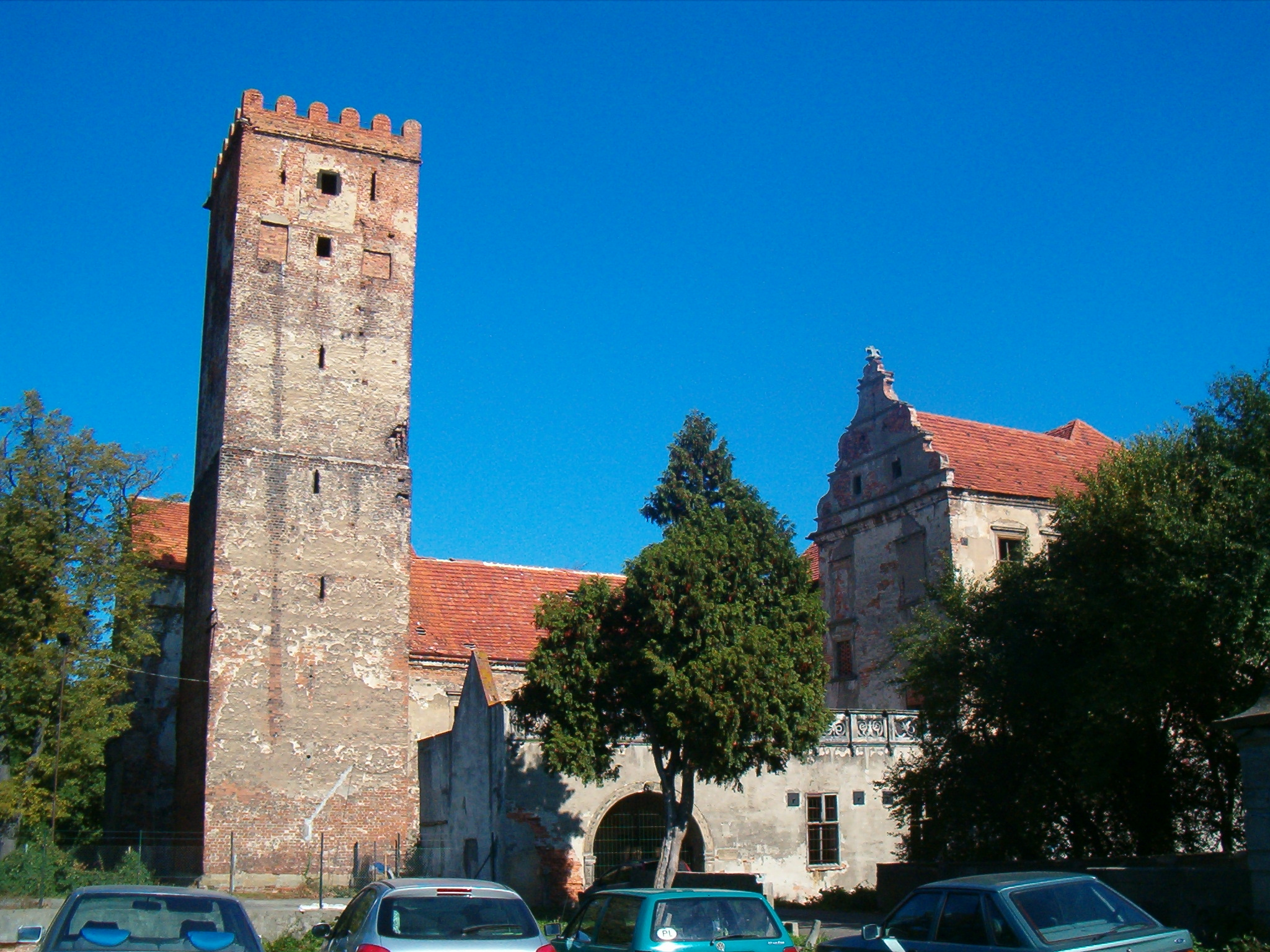
Zamek w Prochowicach

Prochowice założone zostały w początkach XIII wieku, na terenie bardzo dobrym dla obrony, w rozwidleniu ważnych szlaków komunikacyjnych Wrocław – Zgorzelec i Wrocław – Głogów. Mieszkańcy zajmowali się głównie rybołówstwem, myślistwem, rzemiosłem, hodowlą bydła i rolnictwem. Właścicielem osady w XIII w. był palatyn Legnicy Iko – wasal księcia Bolesława Rogatki. Siedzibą właściciela był drewniany gród obronny, być może stojący na miejscu późniejszego zamku. W 1280 r. osada otrzymała prawa miejskie, potwierdzone przez Bolka I Świdnickiego w 1293 r. Od 1329 znajdowała się pod zwierzchnictwem Czech. W latach 1374–1814 miasto posiadało monopol na handel solą w okolicy. W 1424 r. Wzmiankowano miejscowy ratusz, a w 1426 r. Ukończono murowaną budowę kościoła Św. Andrzeja. Po dewastacji przez husytów 11 października 1428 r. Prochowice został obwarowane. Mury miejskie wznoszono w latach 1430 -1450, w obrębie umocnień funkcjonowało pięć wejść/wież: legnicka, głogowska, wołowska, wrocławska i furta browarna. Od 1526 pod panowaniem Habsburgów, od 1742 w państwie pruskim. Od 1898 miasto uzyskało połączenie kolejowe z Legnicą i Ścinawą. 

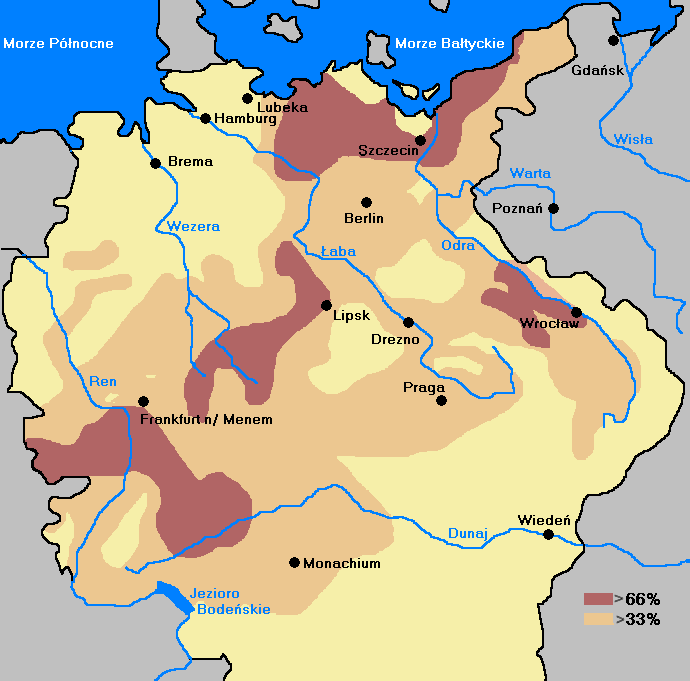
środkowa część Dolnego Śląska szczególnie dotkliwie i ciężko zniosła przebieg wojny trzydziestoletniej

W 1945 roku o Prochowice trwały zacięte walki. Po raz pierwszy miasto zostało zajęte 30 stycznia przez oddziały 4 armii pancernej 1 Frontu Ukraińskiego, jednak Niemcom udało się odbić miasto. Ostatecznie zostało zdobyte przez jednostki radzieckie 8 lutego. W 1945 r. miasto zostało włączone do Polski, dotychczasową ludność wysiedlono do Niemiec. W okresie Polski Ludowej działały zakłady drobiarskie, gorzelnia, zakłady zbożowe, pracowała garbarnia, wytwórnia rękawiczek i odzieży skórzanej, tartak, cegielnia, betoniarnia, mieszalnia pasz.
W 1966 r. na skwerze przed Urzędem Miejskim odsłonięto głaz pamiątkowy ku czci żołnierzy radzieckich, którzy zdobywali miasto w 1945 r.
W latach 1954-1972 miasto było siedzibą gromady Prochowice, choć nie należało do niej. W latach 1975–1998 miasto administracyjnie należało do woj. legnickiego. Historycznie leży na Dolnym Śląsku.

## Zabytki

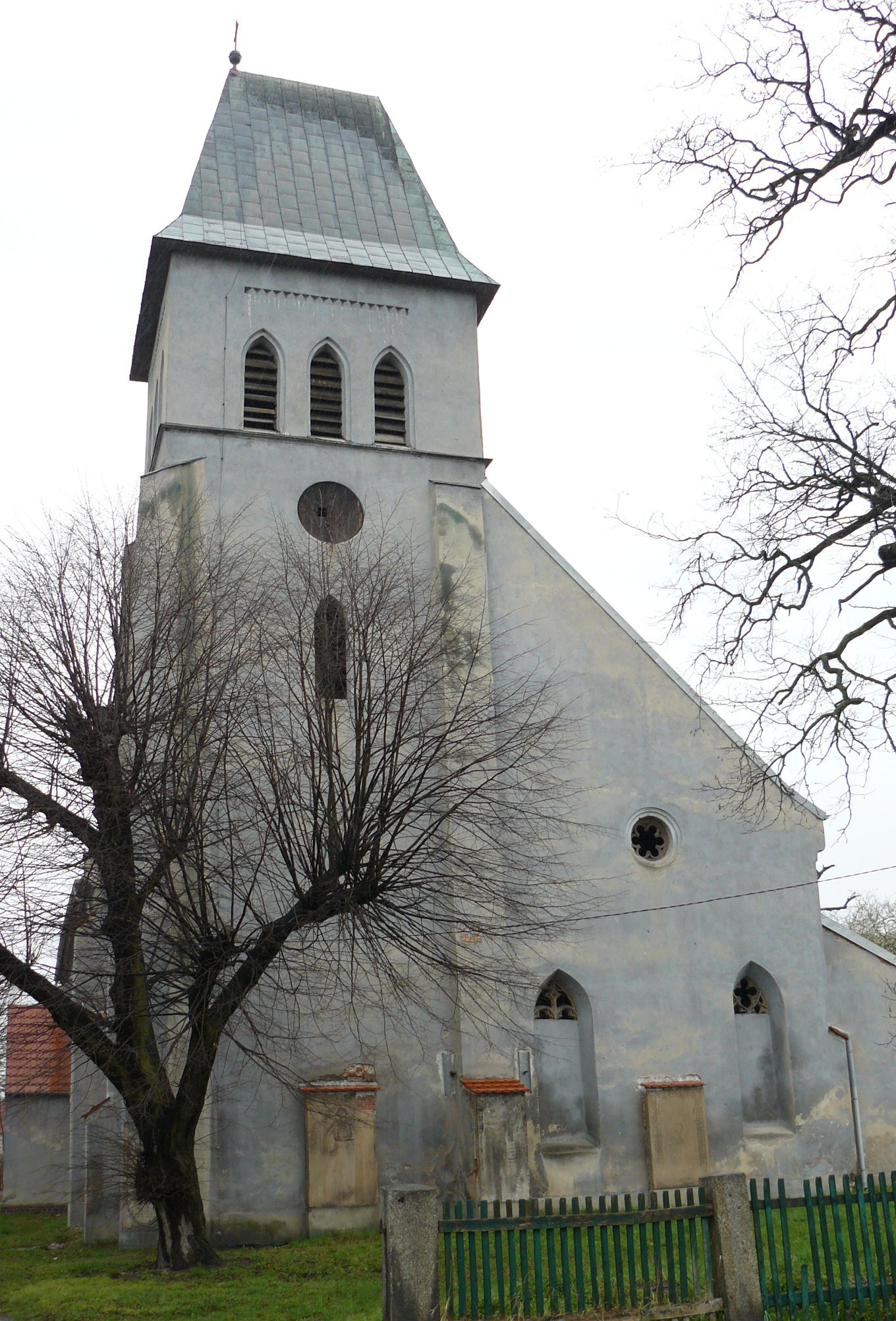
Poewangelicki kościół św. Andrzeja z XIV/XV w., przebud. w 1864 r.

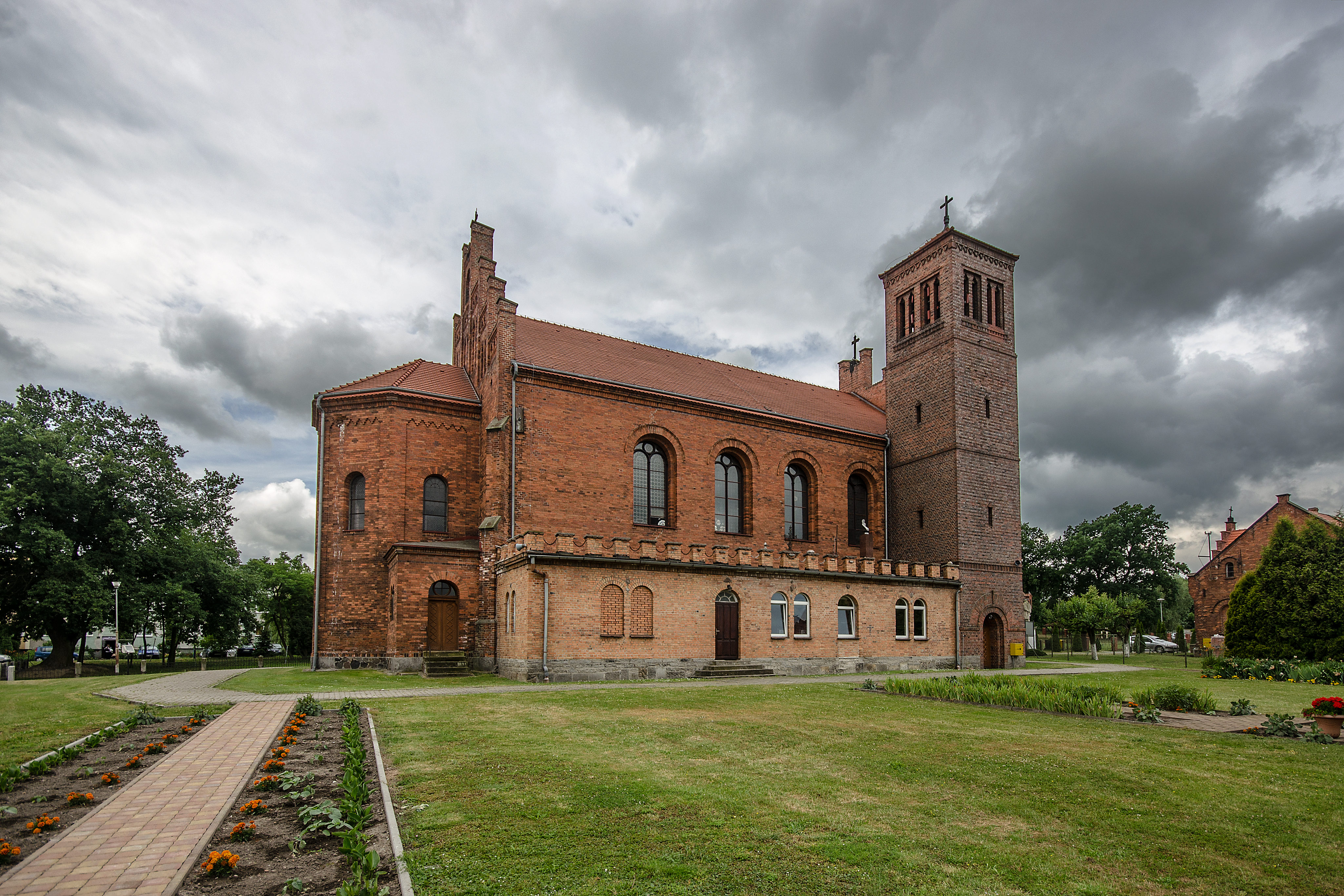
Kościół pw. św. Jana Chrzciciela z 1847 r., widok od ul. Pocztowej

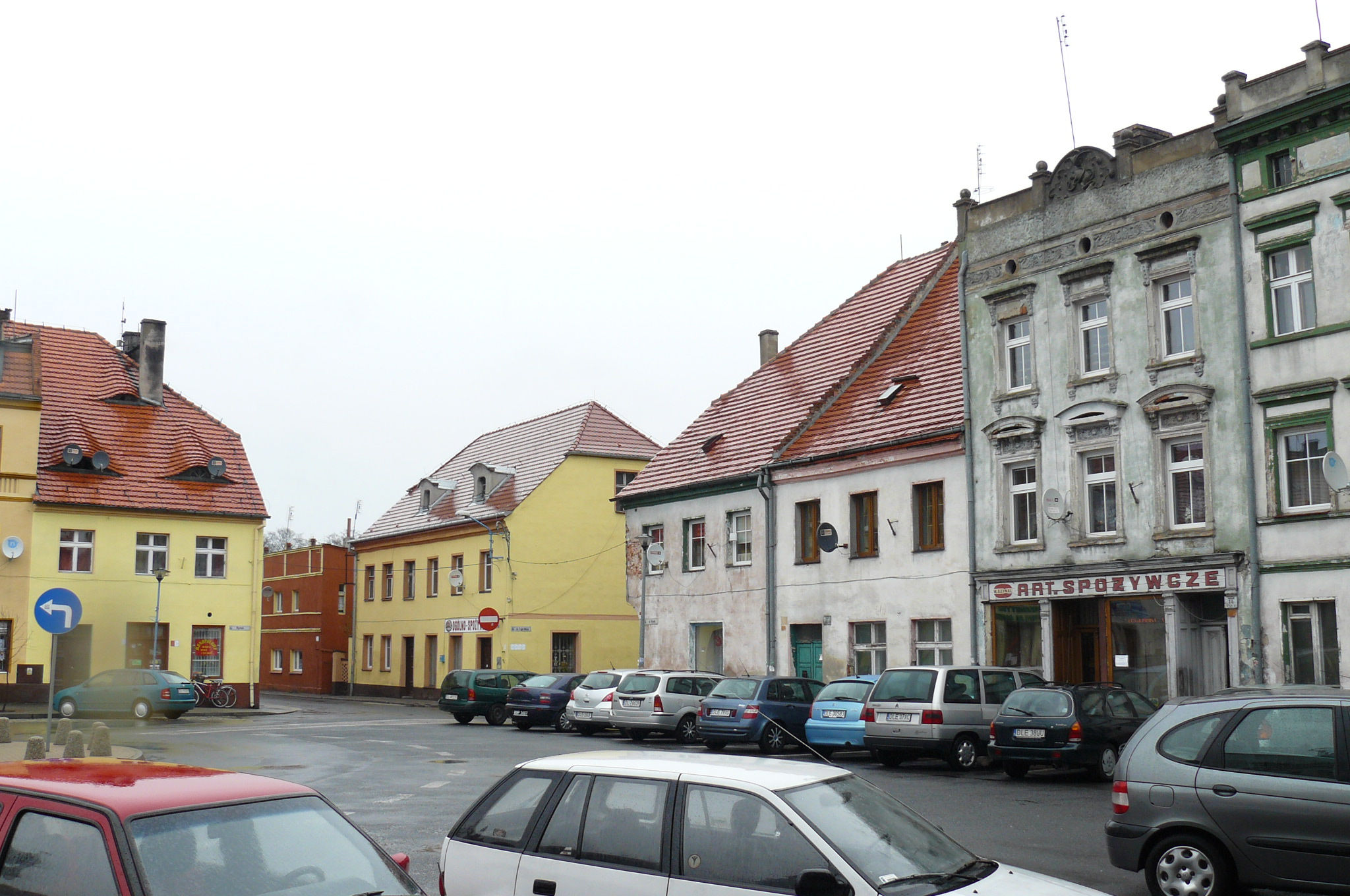
Rynek w Prochowicach

Do wojewódzkiego rejestru zabytków wpisane są obiekty:
- ośrodek historyczny miasta
- zespół zamkowy:
  - zamek, z XIII–XIV w., przebudowany w 1550 r. i w XIX w.
  - park, z XVII w, zmiany w czwartej ćw. XIX w.
- kościół ewangelicki, ob. rzym.-kat. kościół pw. św. Andrzeja, z XIV/XV w., przebudowany w 1864 r.
- kościół pw. św. Jana Chrzciciela, z 1847 r., ul. Legnicka
- ratusz, z k. XVIII w., przebudowany XX w.
- kaplica cmentarna, ul. Wrocławska, z drugiej poł. XIX w.
- mury miejskie (fragmenty), z pocz. XIV w., przebudowany w XIX w.
- dom, ul. Kochanowskiego 24, z 1900 r.
- dom, ul. Legnicka 28, z XIX/XX w.
- dawny spichrz, ob. dom, ul. Legnicka 33, z 1905 r.
- dom, Rynek 6, z drugiej poł. XIX w.
- dom, Rynek 10, z końca XIX w.
- dom, Rynek 11, z końca XIX w.
- dom, Rynek 12, z drugiej poł. XIX w.
- dom, Rynek 13, z drugiej poł. XIX w.
- dom, Rynek 14, z drugiej poł. XIX w.
- dom, Rynek 29, z 1588 r., przebudowany w XIX/XX w.

## Demografia
Piramida wieku mieszkańców Prochowic w 2014 roku.

## Sport
W mieście istnieje klub piłki nożnej "Prochowiczanka", który aktualnie występuje w IV lidze dolnośląskiej. Istnieje również Klub Taneczny "Impuls" Prochowice.

## Wspólnoty wyznaniowe
Na terenie Prochowic mieści się dekanat Prochowice wraz z parafią rzymskokatolicką św. Jana Chrzciciela. Działalność religijną prowadzi także Zbór Świadków Jehowy.

## Partnerstwo
| Miasto  | Kraj   | Data podpisania umowy |
| ------- | ------ | --------------------- |
| Warburg | Niemcy | 25 lutego 1997        |